# Joseph Warren (zapaśnik)

Zawodnik Michigan Wolverines

Joseph "Joe" Warren (ur. 13 października 1976) – amerykański zapaśnik w stylu klasycznym. Zajął pierwsze miejsce w mistrzostwach świata z 2006 i na mistrzostwach panamerykańskich w 2006 roku. Pierwszy w Pucharze Świata w 2007. Zawodnik East Kentwood High School i University of Michigan. All-American w NCAA Division I w 2000, gdzie zajął trzecie miejsce. Od 2009 zawodnik mieszanych sztuk walki (MMA). Dwukrotny mistrz organizacji Bellator MMA w wadze piórkowej (66 kg) z 2010 oraz koguciej (61 kg) z 2014.

## MMA
Zadebiutował 8 marca 2009 w turnieju japońskiej organizacji DREAM, gdzie doszedł do półfinału przegrywając w nim z Brazylijczykiem Bibiano Fernandesem. Następnie w 2010 roku podpisał kontrakt z amerykańską organizacją Bellator MMA, gdzie również wziął udział w turnieju wagi piórkowej (do 66 kg) który ostatecznie wygrał. 2 września 2010 znokautował ówczesnego mistrza Bellatora Joe Soto zostając nowym mistrzem. Pas stracił już w pierwszej obronie 9 marca 2012 ulegając przez KO Patowi Curranowi. Po tej porażce zszedł kategorię niżej, do wagi koguciej (-61 kg).
W 2013 wygrał drugi raz w karierze turniej Bellatora, tym razem w wadze koguciej, a 2 maja 2014 został tymczasowym mistrzem w tejże kategorii wagowej pokonując na punkty Rafaela Silvę. 10 października 2014 stoczył walkę z mistrzem Eduardo Dantasem, którego pokonał przez jednogłośną decyzję i zunifikował tymczasowy pas z właściwym, zostając pełnoprawnym mistrzem w wadze do 61 kg. Tytuł stracił ponownie w pierwszej obronie na rzecz Marcosa Galvão, który poddał Warrena dźwignią na kolano.

## Osiągnięcia w MMA
14 zwycięstw - 6 porażek - 0 remisów – 0 no contest
- 2009: DREAM Featherweight Grand Prix - półfinalista turnieju wagi piórkowej (-66 kg)
- 2010: Bellator MMA - 1. miejsce w turnieju wagi piórkowej
- 2010-2012: Mistrz Bellator MMA w wadze piórkowej
- 2013: Bellator MMA - 1. miejsce w turnieju wagi koguciej (-61 kg)
- 2014: Tymczasowy mistrz Bellator MMA w wadze koguciej
- 2014-2005: Mistrz Bellator MMA w wadze koguciej